# 하베스터스
하베스터스(일본어: ハーベスターズ, 영어: HARVESTERS Co,LTD.)는 도쿄도 시부야구에 있는 연예 기획사 및 AV 사무소이다. 주식회사 피트원에 속해 있다가, 2008년 4월 독립하였다.

## 소속 모델
활동 영역에 따라 알뤼르, 퓨어로 구분되어 있다. 알뤼르는 AV 여배우, 퓨어는 아이돌 방면에서 활동한다. 아래의 목록은 2015년 12월 기준이다.

### 알뤼르(Allure)-AV 여배우
- 마시로 유나
- 미즈나 레이
- 사와다 레이나
- 사쿠라 키즈나
- 아사미 유마
- 코다 리사
- 하야카와 세리나
- 히토미(Hitomi)

### 퓨어(Pure)-아이돌
- 미쿠 노메
- 사쿠라기 유카

## 관련 회사
- 피트원(FITONE Co., Ltd)
- 엔터테인먼트 프로덕트(Entertainment Products Inc.)